# Olle Moberg
Per Olof Moberg, vanligen Olle Moberg, född 13 mars 1917 i Göteborgs Oskar Fredriks församling, död 1 augusti 2002 i Södertälje-Tveta församling, Stockholms län, var en svensk översättare.
Olle Moberg var 1944–1951 gift med sångerskan Marianne Kjellberg (1917–1999), syster till Margareta Kjellberg, 1954–1965 med Rosie Gauffin (1900–1996) och 1966 med skådespelaren Lill-Tollie Zellman (1908–1989).